# Arroyo Gardens-La Tina Ranch
Arroyo Gardens-La Tina Ranch is een plaats (census-designated place) in de Amerikaanse staat Texas, en valt bestuurlijk gezien onder Cameron County.

## Demografie
Bij de volkstelling in 2000 werd het aantal inwoners vastgesteld op 732.

## Geografie
Volgens het United States Census Bureau beslaat de plaats een oppervlakte van
42,7 km², waarvan 42,2 km² land en 0,5 km² water.

## Plaatsen in de nabije omgeving
De onderstaande figuur toont nabijgelegen plaatsen in een straal van 12 km rond Arroyo Gardens-La Tina Ranch.